# Series 40

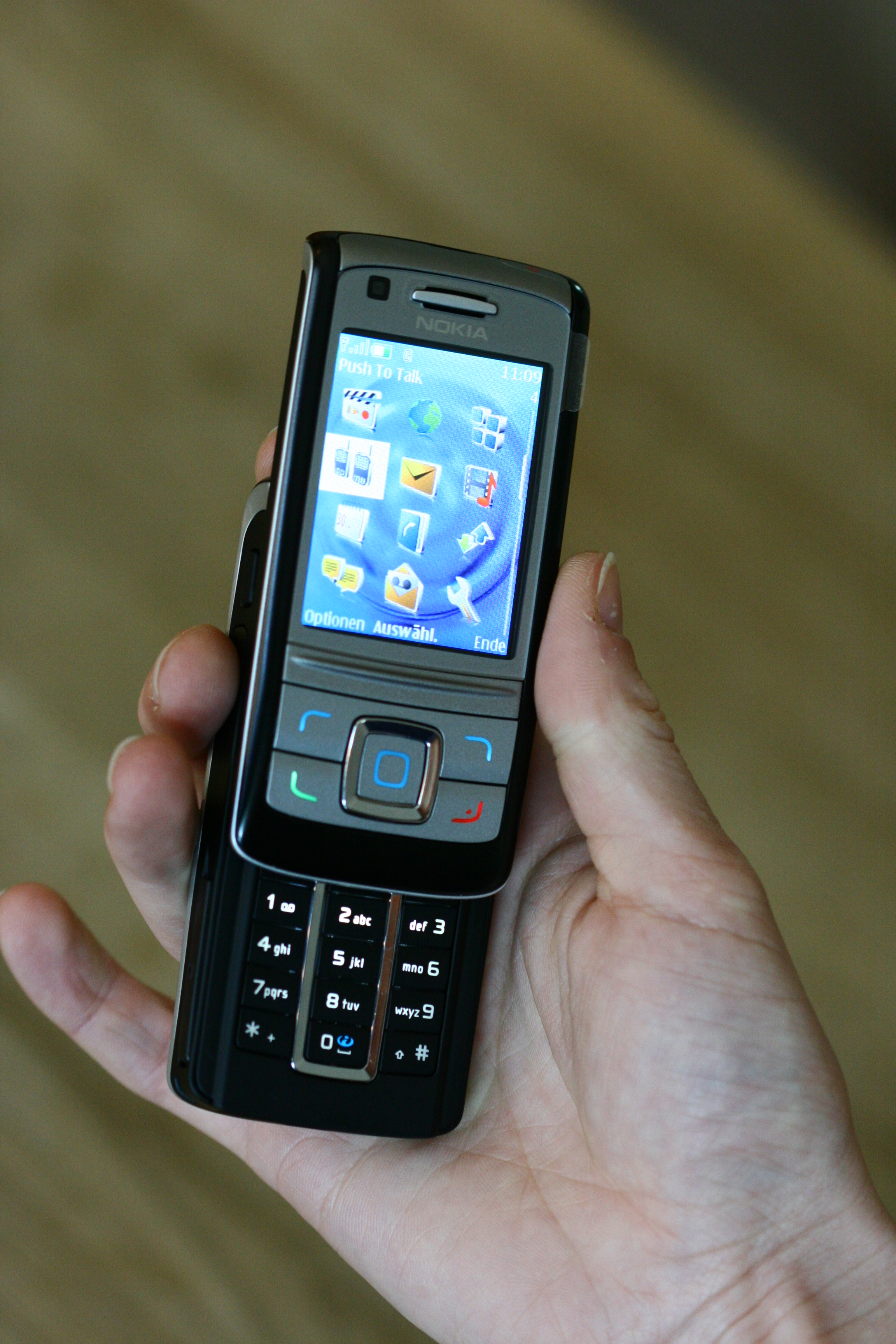
Un teléfono móvil Nokia 6280 (edición A1), un teléfono móvil UMTS

Series 40 fue una plataforma de software que fue desarrollada por Nokia. Esta plataforma, programada en el lenguaje de programación Java, era utilizada en teléfonos marca Nokia de gama media. Hasta 2012, este sistema operativo era usado por Vertu en sus líneas de lujo. En julio de 2016 se anunció el fin definitivo de su desarrollo por parte de Nokia.

## Historia
Series 40 fue introducido oficialmente en el mercado con el celular Nokia 7110. Este tenía 96 × 65 pixeles de resolución en una pantalla monocromática y fue el primer celular Nokia con navegador WAP.
La tercera generación de Series 40 que apareció en 2005 introducía equipos con pantallas QVGA (240 × 320). Esto daba la posibilidad de personalizar la apariencia de los teléfonos mediante temas (también llamados themes).
En 2012, se lanzaron nuevos equipos de la línea Nokia Asha: 200/201, 302, 303 y 311, y todos usaban Series 40.
En 2012, Nokia dejó de distribuir los celulares con S40 y S60 en Estados Unidos, ofreciendo al mercado norteamericano solo sus celulares con Windows Phone. A pesar de estas medidas, se siguieron ofreciendo equipos con S40 al resto del mundo y se lanzaron en 2012 y 2013 equipos de la línea Asha, por ejemplo Asha 302, 303 y 311, clasificados como smartphones por las prestaciones que dan. El 25 de enero de 2012 Nokia anunció que había vendido más de 1.500 millones de equipos.
Tras la venta de la división de dispositivos móviles de Nokia a Microsoft, en julio de 2014, Microsoft anunció que, como parte de una serie de recortes, detendría el desarrollo de la gama S40 concentrándose principalmente en la producción de dispositivos con Windows Phone.